# Borotín (okres Tábor)
Borotín (německy Borotin) je městys se zříceninou hradu v okrese Tábor v Jihočeském kraji. Leží necelých jedenáct kilometrů severně od Tábora. Žije v něm 689 obyvatel.

## Historie

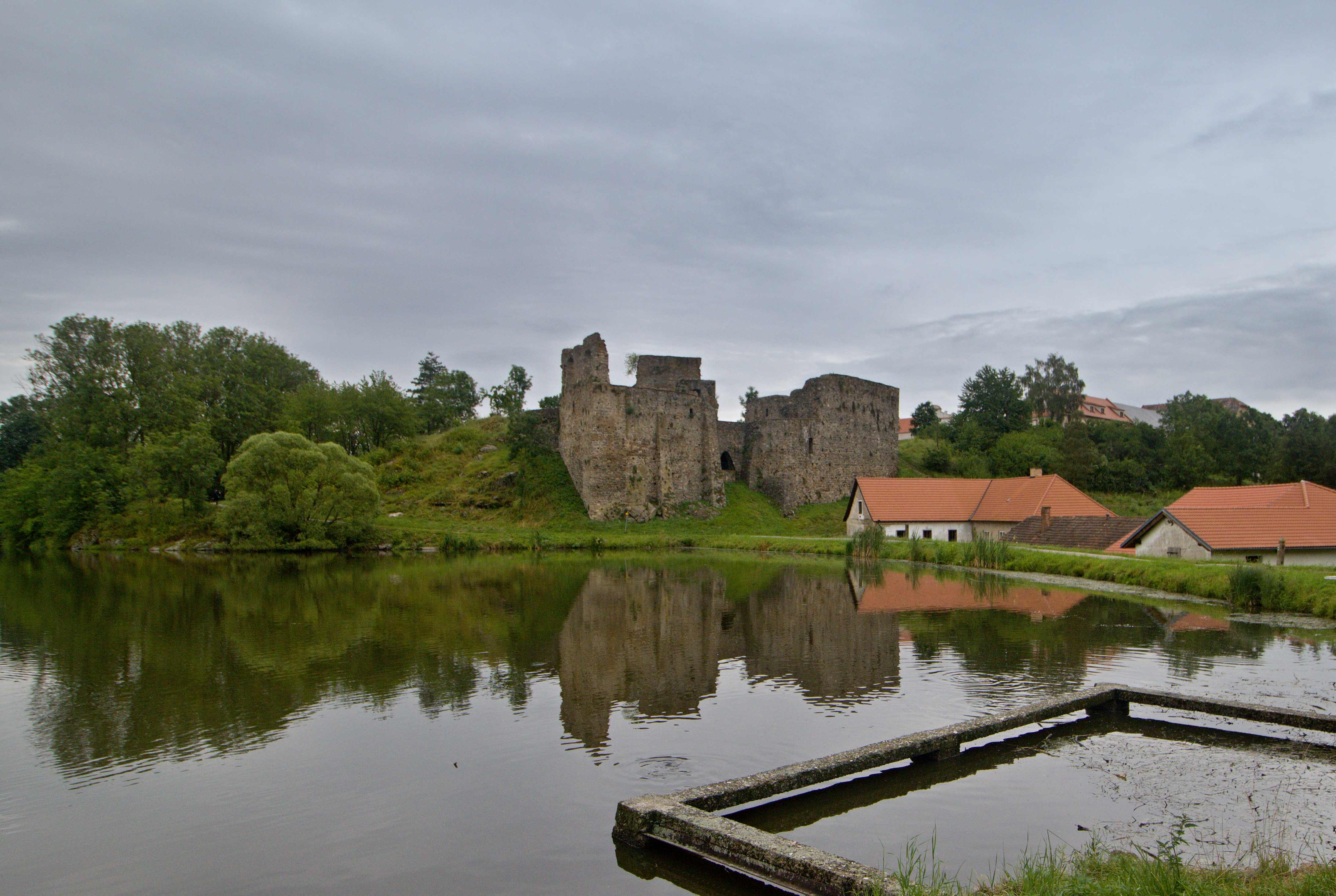
Zbytky gotického hradu Borotín

Zakladatelem obce byl rod zemanů Vítkovců, kteří se původně psali z Borotína a později z Landštejna. Někdy kolem roku 1356 postavil vladyka Mikuláš z Borotína (též v některých pramenech uváděn jako Mikuláš Borota), na místě tvrz. Jeho vnuk, Vítek z Landštejna, přestavěl tvrz na gotický hrad. Jeho potomci, Jan z Landštejna a Heřman z Landštejna, se stali stoupenci učení Jana Husa. Přičiněním tohoto šlechtického rodu byla ves Borotín s mohutným a opevněným hradem od roku 1422 baštou husitů. Heřman byl na pražském sněmu v roce 1423 zvolen do sboru zemských správců. V roce 1426 se stal jeho nástupce Mikuláš z Landštejna jedním z vedoucích husitských hejtmanů, ale roku 1434 přešel do katolického tábora. Za tuto údajnou zradu oblehlo hrad husitské vojsko pod vedením Prokopa Holého. Vesnici Borotín husité vydrancovali, pobořili a vypálili.
V držení obce a hradu Borotín se vystřídala celá řada šlechtických rodů: Jan III. Malovec z Pacova (1446), Kateřina Malovcová z Pacova (1488), Oldřich Malovec z Pacova (1556), Pavel Malovec z Pacova (1602), Kryštof Vojkovský z Milhostic (1613), Adam Šťastný z Milhostic (1618), Polyxena z Lobkovic (1623) a Jan Nádherný z Borutína (1829).

### Odboj za druhé světové války
V listopadu 1938 se utvořila ilegální organizace Hrot, po jejím prozrazení vstoupila do odbojové skupiny Hergat Bojas, jež byla zařazena do 3. roty I. partyzánského praporu Timošenkova. V roce 1941 se z iniciativy mlynáře Václava Houšky z Borotína utvořila partyzánská brigáda Táborité Svazu partyzánských oddílů za Prahu: tajemník zásobovacího úřadu Oldřich Karban, domkář František Korouš, kovář Antonín Šmejkal a mlynář Antonín Jinda z Borotína, později přistoupil lesní František Vyčichl, truhlářský pomocník Karel Hronek, listonoš Josef Smažík, povozník Emil Jindrák (* 28. ledna 1904) z Borotína čp. 49, domkář František Hán a listonoš František Jouza z Kamenné Lhoty. Dne 18. května 1945 převzal od velitele Josefa Hojdara rozpuštěnou partyzánskou skupinu „Táborité“ Vladimír Hobza, který 23. května 1945 odjel s asi 200 muži do oblasti Českých Velenic, kde také okamžitě zahájil odsun německého obyvatelstva.
Sestra Emila Jindráka, Božena Jindráková (26. září 1909 – 26. dubna 1945), provdaná Steidlová, bytem v Praze, Ječná ulice čp. 21, pomáhala uprchlíkům z Borotína a byla za tuto činnost v měsíci únoru 1945 zatčena a dne 26. dubna 1945 na Pankráci bez rozsudku popravena, byla poslední obětí popravčí sekery v Praze. František Steidl, manžel Steidlové, byl v Praze zatčen a odsouzen na tři roky do žaláře a po skončení války propuštěn. Emil Jindrák z Borotína byl hledán gestapem, uprchl, skrýval se v Praze a později v Borotíně až do konce války. Květnové boje, kterých se v Borotíně po dlouhém ukrývání zúčastnili Emanuel Votruba, Emil Jindrák a Antonín Jinda, proběhly bez citelných ztrát. Boženě Jindrákové byla na rodném domě čp. 49 v Borotíně zasazena pamětní deska.

## Obyvatelstvo
| Rok            | 1869  | 1880  | 1890  | 1900  | 1910  | 1921  | 1930  | 1950 | 1961 | 1970 | 1980 | 1991 | 2001 | 2011 | 2021 |
| -------------- | ----- | ----- | ----- | ----- | ----- | ----- | ----- | ---- | ---- | ---- | ---- | ---- | ---- | ---- | ---- |
| Počet obyvatel | 2 096 | 2 027 | 1 779 | 1 665 | 1 549 | 1 477 | 1 279 | 925  | 923  | 762  | 634  | 545  | 510  | 607  | 693  |
| Počet domů     | 253   | 253   | 262   | 261   | 252   | 256   | 261   | 272  | 243  | 209  | 186  | 270  | 278  | 325  | 340  |

## Správa městyse
Od 10. října 2006 byl obci vrácen status městyse.

### Místní části
- Borotín
- Boratkov
- Hatov
- Chomoutova Lhota
- Kamenná Lhota
- Libenice
- Nový Kostelec
- Pejšova Lhota
- Pikov
- Předbojov
- Sychrov

### Symboly městyse
Vlajka byla městysi udělena rozhodnutím předsedy Poslanecké sněmovny Parlamentu České republiky dne 15. prosince 1998.

## Pamětihodnosti
- Kostel Nanebevstoupení Páně
- Výklenková kaplička
- Socha svatého Jana Nepomuckého

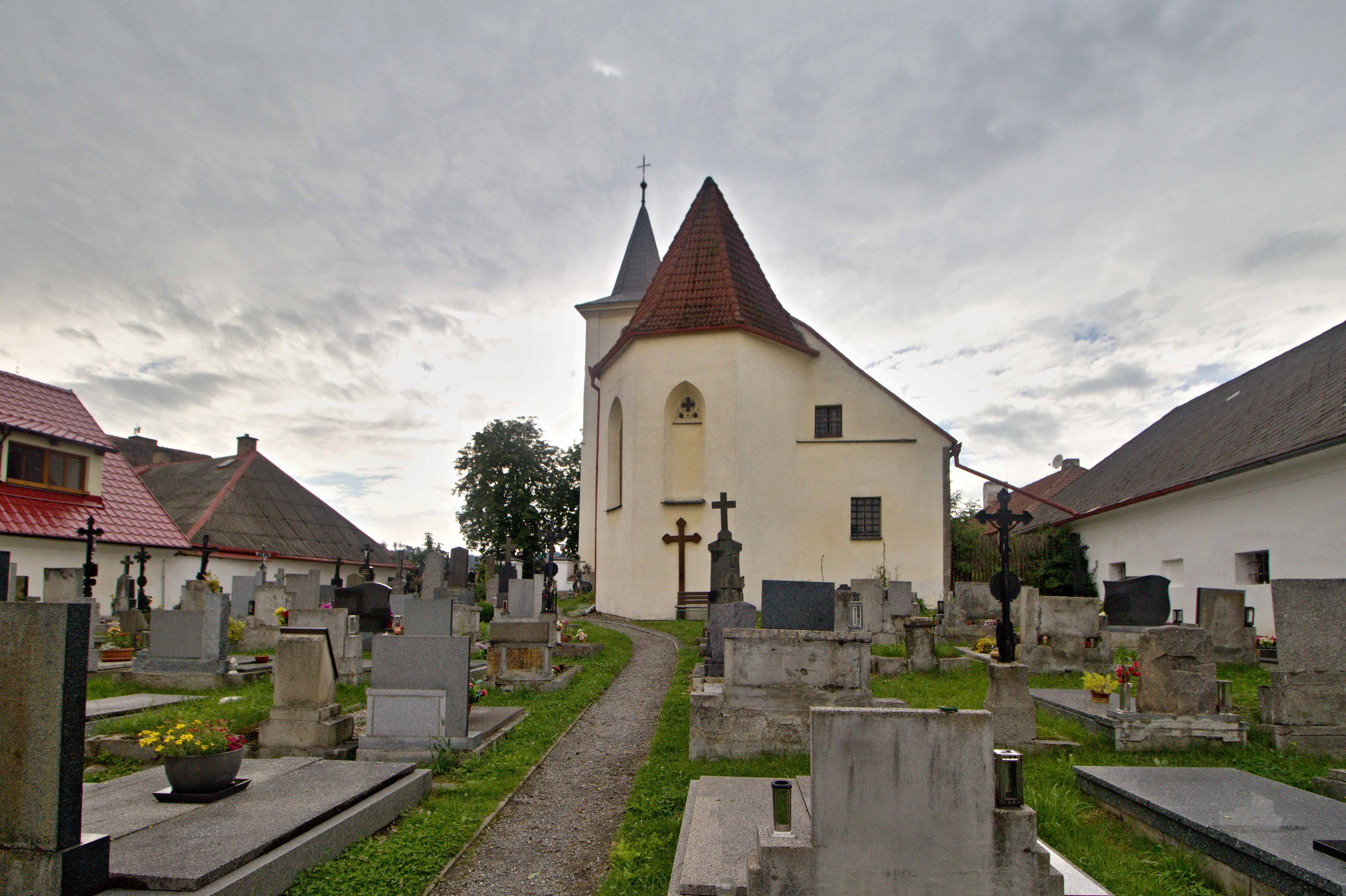
Kostel Nanebevstoupení Páně na hřbitově

- Hospodářský dvůr Starý zámek v Borotíně (naproti zřícenině hradu Borotín)
- Zřícenina gotického hradu Borotín zvaná též Starý zámek

## Pověsti
Pramáti rodu Borotínů (Berta Vítkovcová z Borotína) se těžce prohřešila proti cti rodu (byla nymfomanka) a následkem toho jí stihla krutá kletba: Po své smrti musela nahá bloudit hradem a jeho okolím tak dlouho, dokud nevymře její poslední potomek. Světoznámý rakouský divadelní dramatik, Franz Grillparzer (1791–1872), použil tuto legendu pro svoji divadelní inscenaci ve Vídni pod názvem Pramáti (Die Ahnfrau). Vítkovcové z Landštejna (předtím „z Borotína“) vymírají Mikulášem z Landštejna (v legendě a v divadelní inscenaci vystupuje jako „Jaromír z Borotína“ – tedy osoba historicky neexistující). Tento poslední člen rodu byl 1460 omylem zavražděn v lese nedaleko Bejšova. Legenda končí slovy: „Teprve nyní smrtí posledního Borotína byla kletba z pramáti sňata, takže se mohla uložit do rakve k věčnému spánku“.
V Novém Kostelci měli krásný zvon. Občané Tábora jim ho záviděli a jednoho dne ho ukradli z věže a pověsili do kostela v Táboře. Zvon však v noci ulétl z kostela, ale když se snažil vrátit do své věže, špatně se zavěsil a spadl do studánky. Ráno tam žena prala prádlo a to se jí chytilo za zvon. Žena zaklela a zvon se navždy utopil.

## Osobnosti

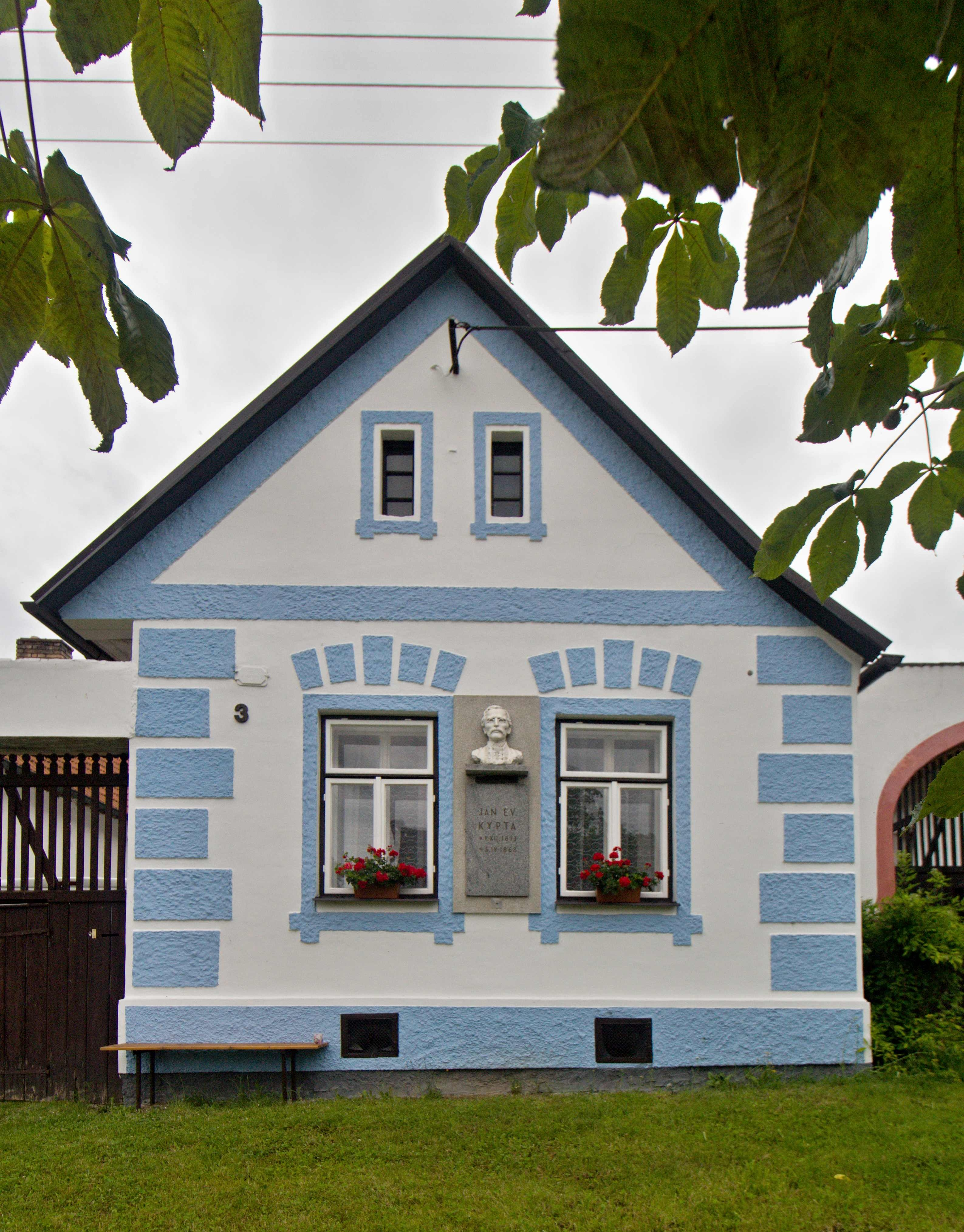
Dům Jana Evangelisty Kypty

- Roman Cikhart (1886–1957), český historik a genealog
- Jan Evangelista Kypta (1813–1868), český učitel a hudební skladatel
- Arnošt Malovec (1807–1867), český šlechtic a politik, poslanec zemského sněmu